# Brad Abrell
Brad Abrell est un acteur américain né le 1er juin 1965 à Miami en Floride.

## Filmographie

### Cinéma
- 1997 : Men in Black : l'homme ver
- 2002 : Juwanna Mann : le présentateur
- 2002 : Men in Black 2 : l'homme ver
- 2005 : Chicken Little : voix additionnelles
- 2007 : The Good Life (en) : le commentateur de football
- 2008 : Delgo : Spog
- 2009 : The Butterfly Circus : l'homme ivre
- 2010 : Just Cops : le capitaine de la police
- 2010 : Enigmata : Joe
- 2011 : Push
- 2012 : Men in Black 3 : l'homme ver
- 2013 : Insaisissables : le présentateur
- 2014 : American Sniper : le journaliste du 11 septembre
- 2016 : Je n'ai pas honte : Trace
- 2017 : New Roommate : le type à la télé
- 2018 : Searching : Portée disparue : un journaliste
- 2019 : Joker : Chuck Stevens
- 2019 : Klaus : voix additionnelles
- 2021 : The Guilty : voix additionnelles
- 2022 : Hôtel Transylvanie : Changements monstres : Frankenstein
- 2023 : Rosebud Lane : Sidney

### Télévision
- 1987-2009 : Amour, Gloire et Beauté : plusieurs personnages (6 épisodes)
- 1990 : La Créature du marais : un travailleur (1 épisode)
- 1997-1998 : Les Muppets : voix additionnelles (5 épisodes)
- 1998 : Men in Black : l'homme ver (2 épisodes)
- 2000-2001 : Zim l'envahisseur : plusieurs personnages (5 épisodes)
- 2000-2018 : Bob l'éponge : Bubble Buddy et le présentateur (4 épisodes)
- 2002 : Sur le chemin de la guerre : le présentateur du journal
- 2002 : Larry et son nombril : le mari (1 épisode)
- 2002-2004 : Greg the Bunny : voix additionnelles (2 épisodes)
- 2004 : Angel : une marionnette (1 épisode)
- 2006-2007 : Un écureuil chez moi : plusieurs personnages (4 épisodes)
- 2009 : The Game : un policier (1 épisode)
- 2010-2012 : Hot in Cleveland : un steward et un présentateur radio (2 épisodes)
- 2012-2017 : Docteur La Peluche : M. Chomp (2 épisodes)
- 2013 : Key & Peele : un présentateur (1 épisode)
- 2014 : Young and Hungry : le présentateur radio (1 épisode)
- 2014-2019 : Tom et Jerry Show : Bruno, l'instructeur et le narrateur (3 épisodes)
- 2014 : Nicky, Ricky, Dicky et Dawn : un zombie (1 épisode)
- 2014-2015 : Souvenirs de Gravity Falls : Agent Trigger (4 épisodes)
- 2015 : Agent K.C. : l'agent de sécurité (1 épisode)
- 2019 : Les Œufs verts au jambon : papa et autres personnages (5 épisodes)
- 2021 : La Country-Sitter : un policier (1 épisode)

### Jeu vidéo
- 2003 : Bob l'éponge : Bataille pour Bikini Bottom : Bubble Buddy
- 2004 : Grand Theft Auto: San Andreas : un piéton
- 2004 : Medal of Honor : Batailles du Pacifique : Chef McAfee et Steve McPherson
- 2004 : EverQuest II : un orc fantôme et un orc géant
- 2004 : Bob l'éponge, le film : voix additionnelles
- 2005 : Destroy All Humans! : le général, un ouvrier et un piéton
- 2005 : Rogue Galaxy : le présentateur de l'Insectron
- 2006 : Dirge of Cerberus: Final Fantasy VII : Azul
- 2006 : X-Men, le jeu officiel : Colossus et autres personnages
- 2006 : Gothic 3 : un guerrier humain
- 2006 : Flight Simulator X : voix additionnelles
- 2008 : Destroy All Humans! 2 : voix additionnelles
- 2008 : Dark Sector : un soldat, un civil et le dealer au marché noir
- 2008 : Destroy All Humans! En route vers Paname ! : Heliobacter et un militaire américain
- 2011 : Might and Magic: Heroes VI : Kraal
- 2015 : Final Fantasy Type-0 : voix additionnelles
- 2016 : Batman: The Telltale Series : GCPD 2, un coprisonnier et GCPD 4
- 2016 : Skylanders: Imaginators
- 2017 : Agents of Mayhem : le capitaine fier
- 2019 : Days Gone : voix additionnelles
- 2019 : NBA 2K20 : Hank Stevens
- 2020 : Bob l'éponge : Bataille pour Bikini Bottom - Réhydraté : Bubble Buddy
- 2020 : Final Fantasy VII Remake : voix additionnelles
- 2022 : Saints Row